# Маунт-Плезант-Міллс (Пенсільванія)
Маунт-Плезант-Міллс (англ. Mount Pleasant Mills) — переписна місцевість (CDP) в США, в окрузі Снайдер штату Пенсільванія. Населення — 453 особи (2020).

## Географія
Маунт-Плезант-Міллс розташований за координатами 40°43′27″ пн. ш. 77°1′38″ зх. д. / 40.72417° пн. ш. 77.02722° зх. д. (40.724045, -77.027240).  За даними Бюро перепису населення США в 2010 році переписна місцевість мала площу 3,27 км², з яких 3,26 км² — суходіл та 0,01 км² — водойми.

## Демографія
Згідно з переписом 2010 року, у переписній місцевості мешкали 464 особи в 202 домогосподарствах у складі 125 родин. Густота населення становила 142 особи/км².  Було 219 помешкань (67/км²).
Расовий склад населення:
| - 98,3 % — білих - 0,4 % — корінних американців - 0,4 % — чорних або афроамериканців |

До двох чи більше рас належало 0,9 %. Частка іспаномовних становила 0,0 % від усіх жителів.
За віковим діапазоном населення розподілялося таким чином: 20,5 % — особи молодші 18 років, 61,6 % — особи у віці 18—64 років, 17,9 % — особи у віці 65 років та старші. Медіана віку мешканця становила 36,8 року. На 100 осіб жіночої статі у переписній місцевості припадало 106,2 чоловіків;  на 100 жінок у віці від 18 років та старших — 107,3 чоловіків також старших 18 років.
Середній дохід на одне домашнє господарство  становив 55 545 доларів США (медіана — 49 500), а середній дохід на одну сім'ю — 61 965 доларів (медіана — 58 182). Медіана доходів становила 41 000 доларів для чоловіків та 30 673 долари для жінок. За межею бідності перебувало 9,3 % осіб, у тому числі 18,8 % дітей у віці до 18 років та 8,9 % осіб у віці 65 років та старших.
Цивільне працевлаштоване населення становило 308 осіб. Основні галузі зайнятості: освіта, охорона здоров'я та соціальна допомога — 20,5 %, виробництво — 17,5 %, будівництво — 12,3 %, роздрібна торгівля — 10,7 %.